# 杨维岳
杨维岳，號五參，浙江绍兴府余姚县人，明朝政治人物。

## 生平
嘉靖癸亥（1563年）九月初二日（官年）生。万历十六年（1588年）戊子科舉人，联捷十七年己丑科二甲十二名進士。工部觀政，八月授刑部主事，二十一年正月升员外郎，升山西司郎中，万历二十二年（1594年）接替李日文任漳州府知府一职，万历二十六年（1598年）考察降职，由韩擢接任。二十八年贬官山西忻州知州。三十六年五月升貴州僉事，次年闲住。

## 家族
曾祖楊文珒；祖楊温；父楊集，县丞。